# Markermeer
Markermeer je sladkovodní jezero v centrální části Nizozemska o rozloze 700 km² a maximální hloubce 4 m. Je pojmenované po dřívějším ostrově a současném poloostrově Marker, který se na jezeře nalézá.
Jezero Markermeer původně nemělo zůstat vodní plochou. V minulosti bylo částí mořského zálivu Zuiderzee, který byl roku 1932 zahrazen uzavírací hrází Afsluitdijk, čímž se přeměnil na umělé sladkovodní jezero IJsselmeer. V následujících letech bylo realizováno několik dílčích projektů rozsáhlého vodohospodářského díla Zuiderzeewerken – vznikly poldery Wieringermeer, Noordoostpolder, Oostelijk Flevoland a Zuidelijk Flevoland. V prostoru současného jezera Markermeer měl vzniknout pátý polder Markerwaard. Jeho realizace byla částečně započata stavbou hráze Houtribdijk, která oddělila prostor Markermeer od většího jezera IJsselmeer. Polder Markerwaard však nebyl dokončen kvůli vysokým finančním nákladům. Jezero v současnosti plní především rekreační a ekologické funkce a je jedním z ramsarských mokřadů.
V roce 2016 byl spuštěn projekt Marker Wadden, který sestává z realizace skupiny umělých ostrovů ve východní části jezera v blízkosti hráze Houtribdijk. Důvodem výstavby ostrovů je zvýšení ekologické hodnoty území. Ostrovy nebudou zastavěny či zemědělsky využívány – mají vytvořit biotop podobný wattovému pobřeží (ale bez slapových jevů, protože Markermeeer není spojené s otevřeným mořem). V roce 2018 zde byl vyhlášen národní park Nieuw Land zahrnující i část polderu Zuidelijk Flevoland.